# Le Tréport
Le Tréport [lə tʁepɔʁ] ist eine französische Gemeinde mit 4.417 Einwohnern (Stand 1. Januar 2022) im Département Seine-Maritime in der Region Normandie.
Die Einwohner nennen sich Tréportais.

## Lage

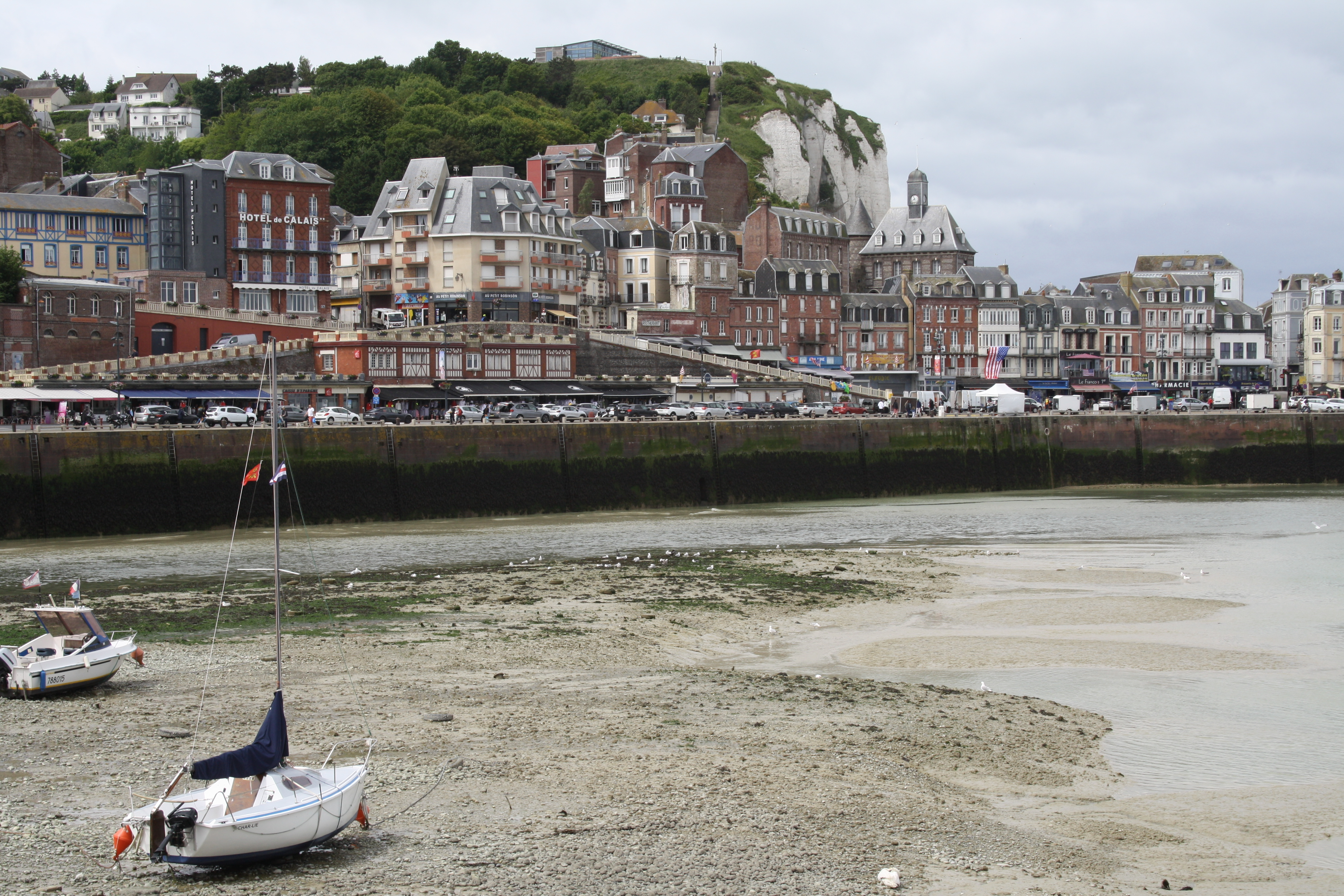
Blick über die Bresle auf die Kreidefelswand und das Alte Rathaus

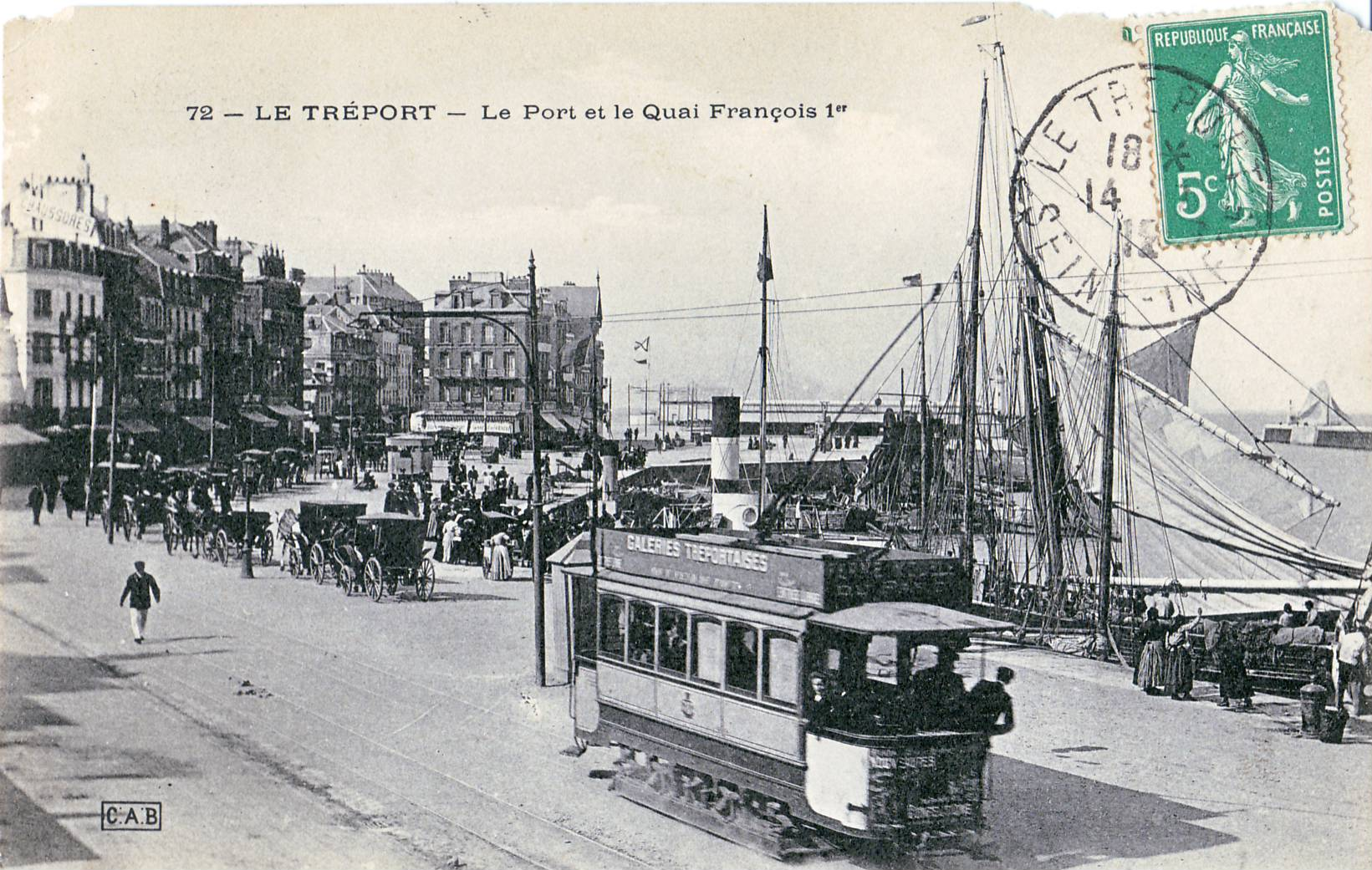
Hafen und Kai mit Straßenbahn (um 1912)

Die Stadt liegt an der Küste des Ärmelkanals, an der Mündung der Bresle in einer Lücke der Felsenküste. Stellenweise liegt die Stadt eingezwängt zwischen Meer und Felsen. Eine Treppe führt zur Hochebene. Seit 2006 gibt es einen neuen Schrägaufzug auf der Trasse der 1908 eröffneten Standseilbahn von der Unterstadt zur Wohnsiedlung oberhalb der Felsen. Die Gemeinde grenzt seeseitig an den Meeresnaturpark Estuaires Picards et Mer d’Opale.
Landeinwärts ist die nächste Stadt Eu. Gleich auf der anderen Seite der Bresle liegt Mers-les-Bains.

## Geschichte

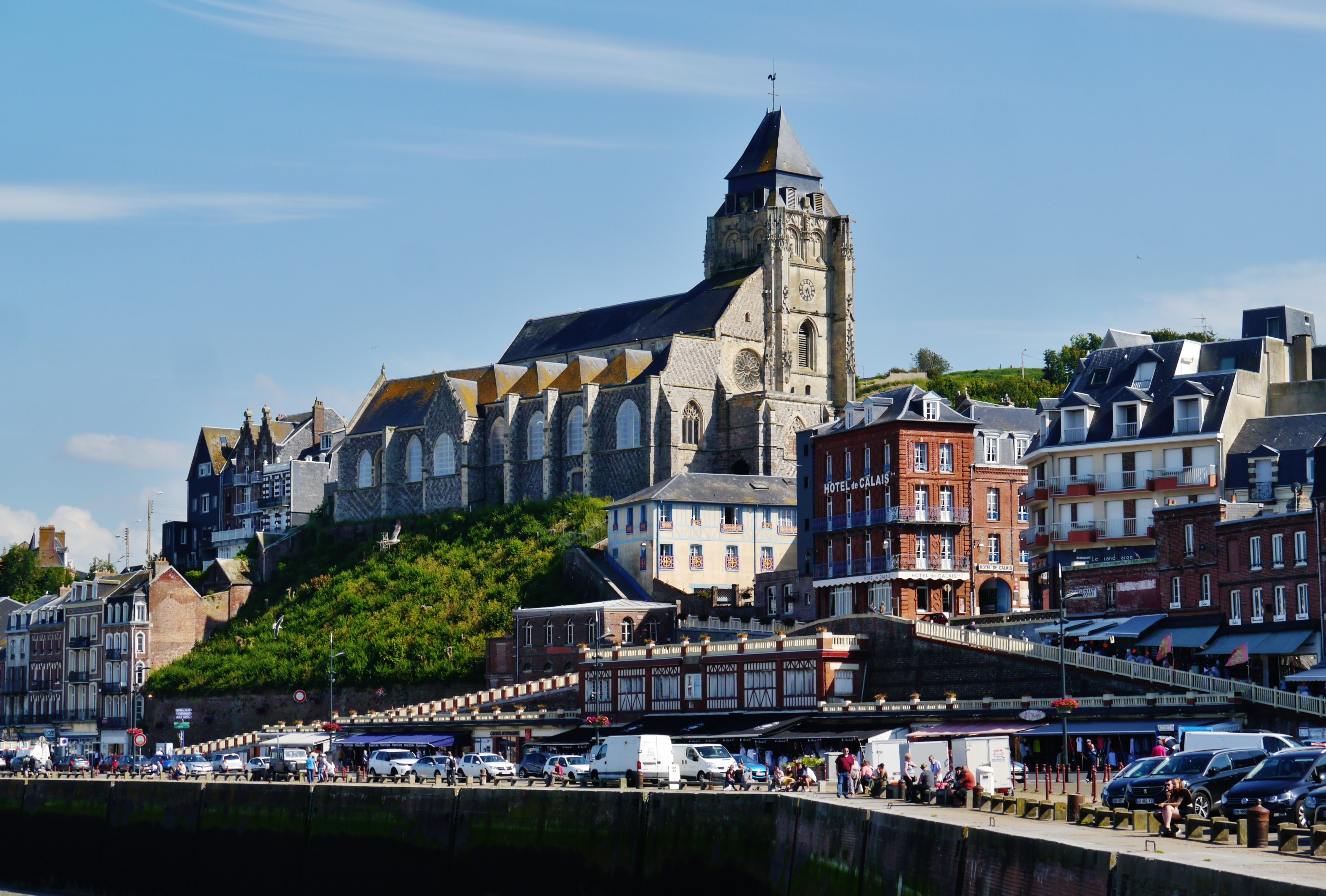
Kirche Saint-Jacques

Die Stadt wurde als Ulteris portus und Ultris portum 1059 urkundlich erwähnt. Der Name soll auf die spätlateinische Bezeichnung *Ultrensis portus „der äußere Hafen“ zurückführen. Der innere Hafen lag weiter landeinwärts bei der heutigen Stadt Eu.
Oberhalb der Küstenfelsen der Stadt sollte vor dem Ersten Weltkrieg eine größere Stadt für den Fremdenverkehr entstehen. Damals entstand dort das Hotel „Trianon“. Der Erste Weltkrieg machte die Pläne zunichte. Heute steht auf diesem Gebiet eine moderne Wohnsiedlung. Aus dieser Zeit stammen auch die Reste einer Standseilbahn, die durch einen Tunnel quer durch die Kreidefelsen vom Strand zur Hochebene führte.
Im Zweiten Weltkrieg wurden von deutscher Seite auch hier zahlreiche Bunker gegen die Invasion der Alliierten errichtet. Selbst im Hinterland finden sich Bunker mit landeinwärts gerichteter Schussrichtung. In die Kreidefelsen hinein wurde eine Bunkeranlage, die sogenannte Kahl-Burg, gebaut. Das Hotel „Trianon“ wurde gesprengt.

## Verkehr

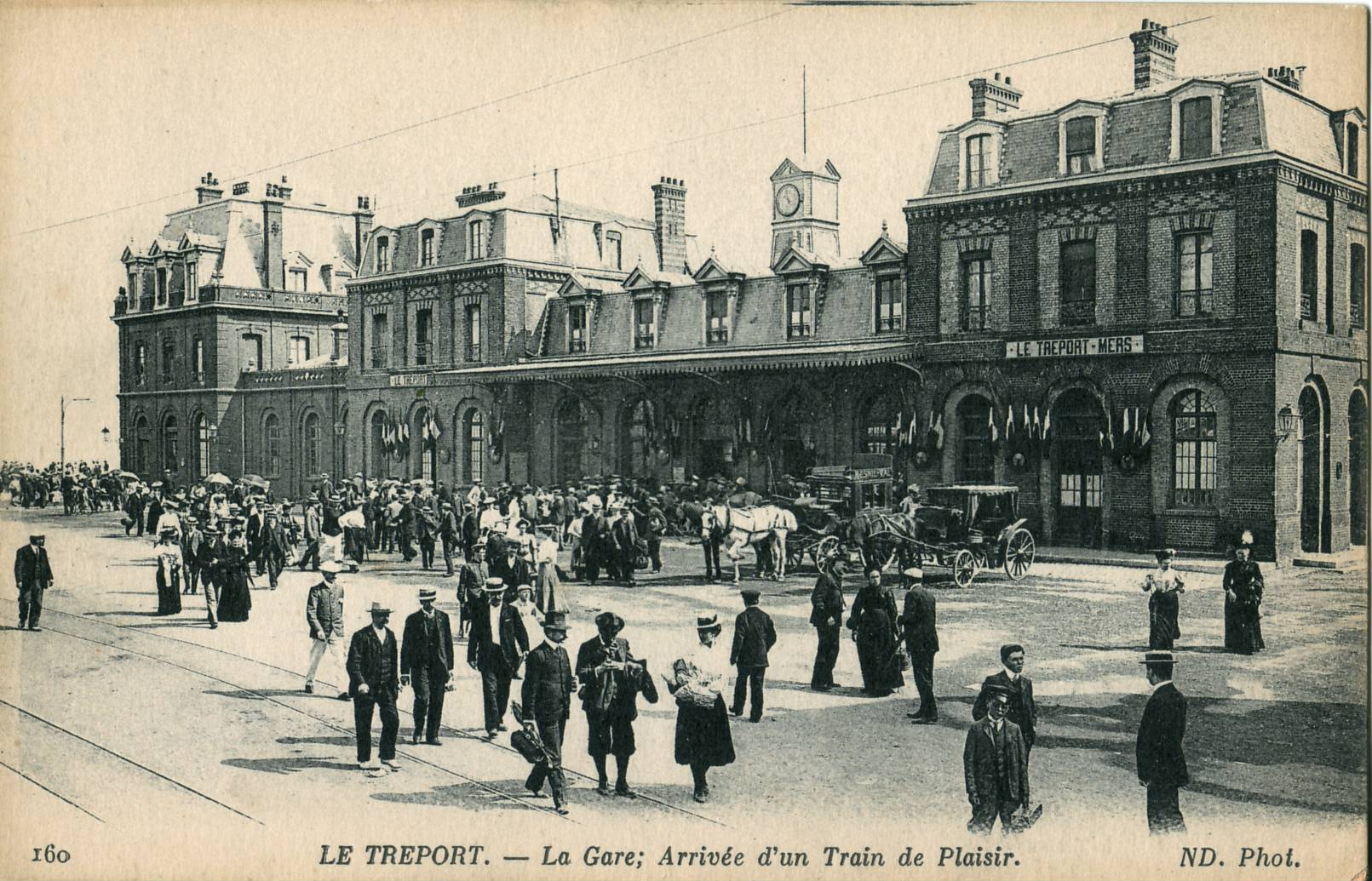
Bahnhof Le Tréport-Mers (vor 1914)

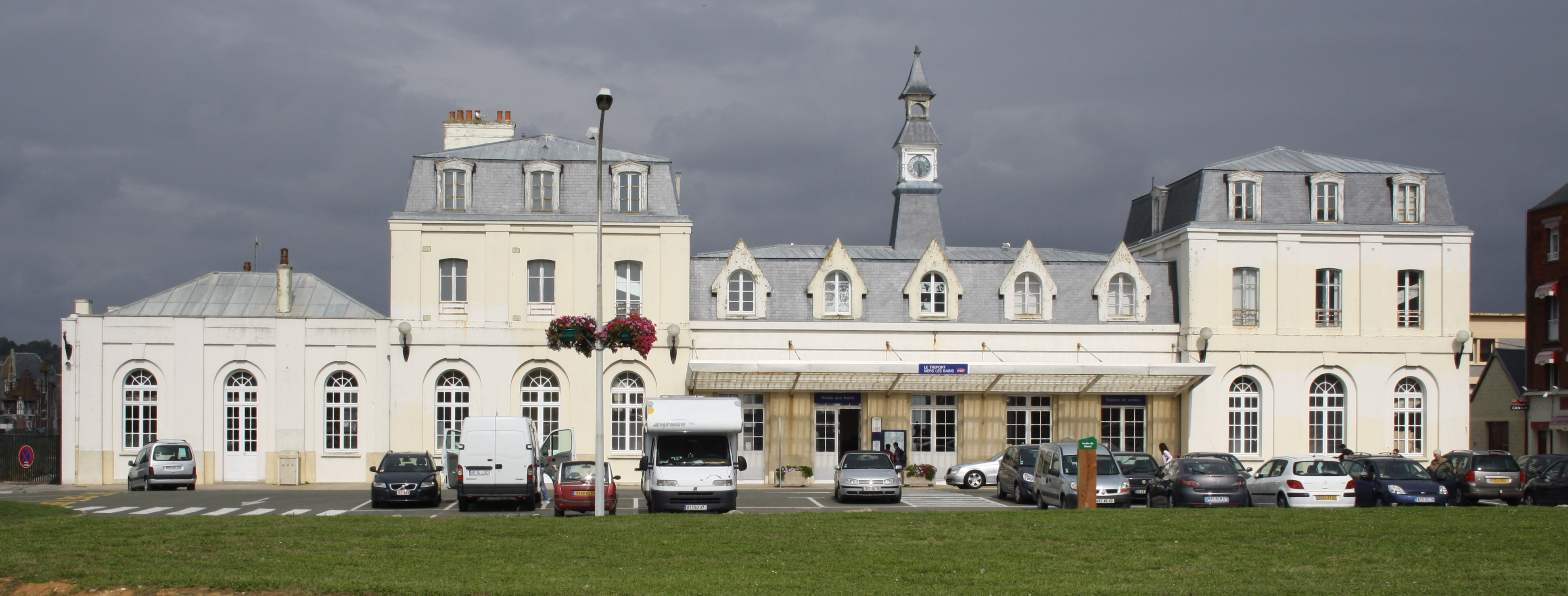
Empfangsgebäude des Bahnhofs

Der Bahnhof Tréport – Mers ist Endbahnhof der von Épinay – Villetaneuse (bei Paris) über Eu kommenden Bahnstrecke. Er wurde 1872 in Betrieb genommen und liegt unmittelbar an der Grenze zur Nachbargemeinde Mers-les-Bains, daher trägt er seit 1887 seinen Doppelnamen. Bedient wird er von Regionalzügen des TER Haute-Normandie und des TER Picardie, wobei jedoch täglich nur ca. zwei Fahrten mit Triebzügen bedient werden, ansonsten fahren Regionalbusse (Autocars). Der Fernverkehr wurde eingestellt.
Von 1902 bis 1934 verband die meterspurige Straßenbahn Eu–Le Tréport die Orte Le Tréport, Eu und Mers miteinander.
Die 1908 eröffnete Standseilbahn Funiculaire du Tréport führte vom Ort auf das Plateau über den Kreidefelsen. Sie erwies sich bereits nach dem Ersten Weltkrieg als wenig rentabel und wurde nach 1945 nicht wieder in Betrieb genommen. 2006 wurde auf ihrer Trasse ein erster Schrägaufzug errichtet und 2008 erweitert. Bemerkenswert ist seine Führung in einem Tunnel, der mit einem doppelten Portal in die Felswand führt. Die Seilbahn diente auch als Drehort für die Krimiserie „Les témoins“ (dt. Die Zeugen), die 2015 im französischen Fernsehen erstausgestrahlt wurde.

## Wirtschaft

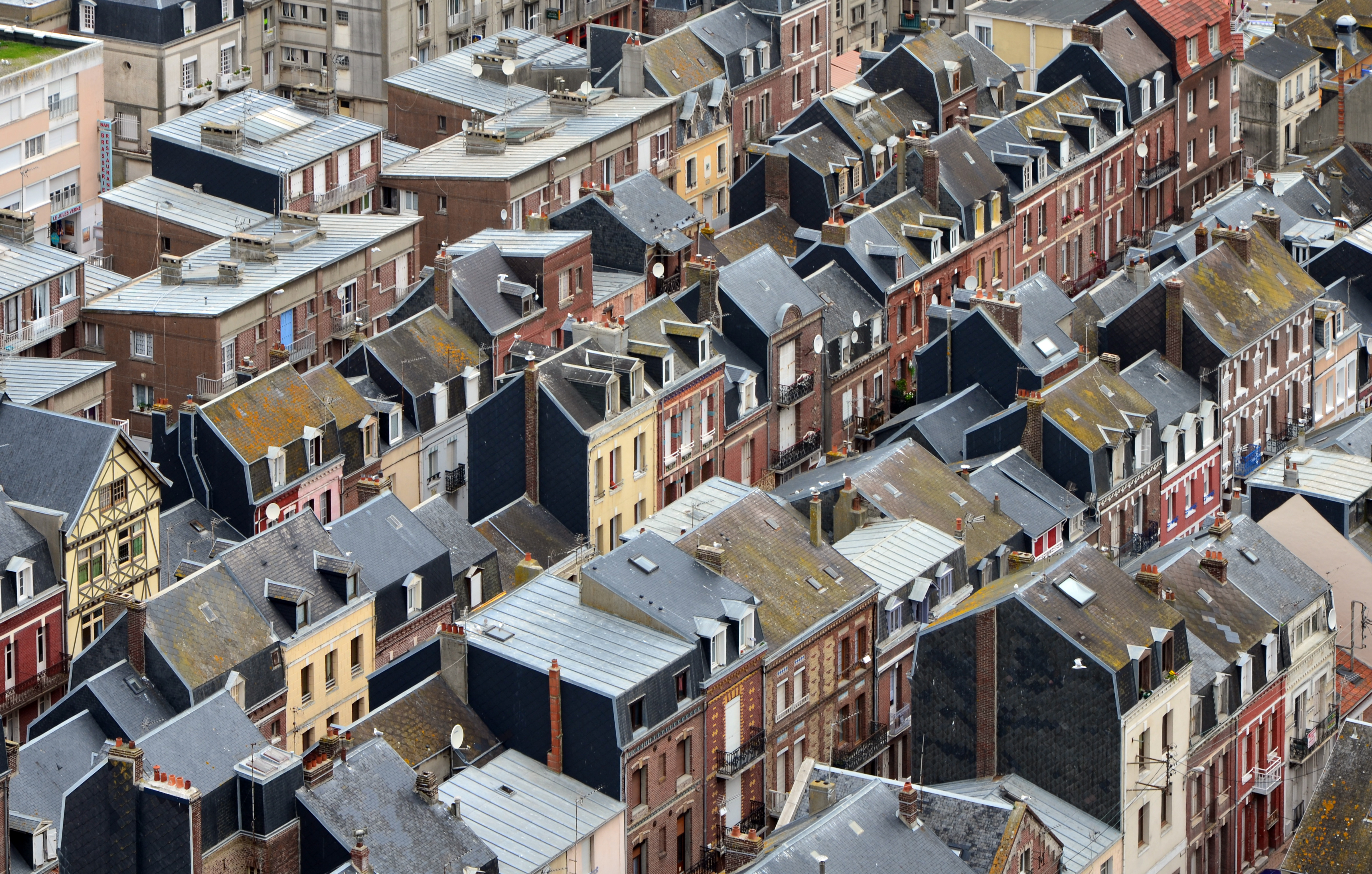
Parallel angelegte Straßen in der nordwestlichen Innenstadt

Der Tourismus ist der vorherrschende Wirtschaftszweig. Die Stadt ist durch ihre zahlreichen Fischrestaurants bekannt.

## Sehenswürdigkeiten

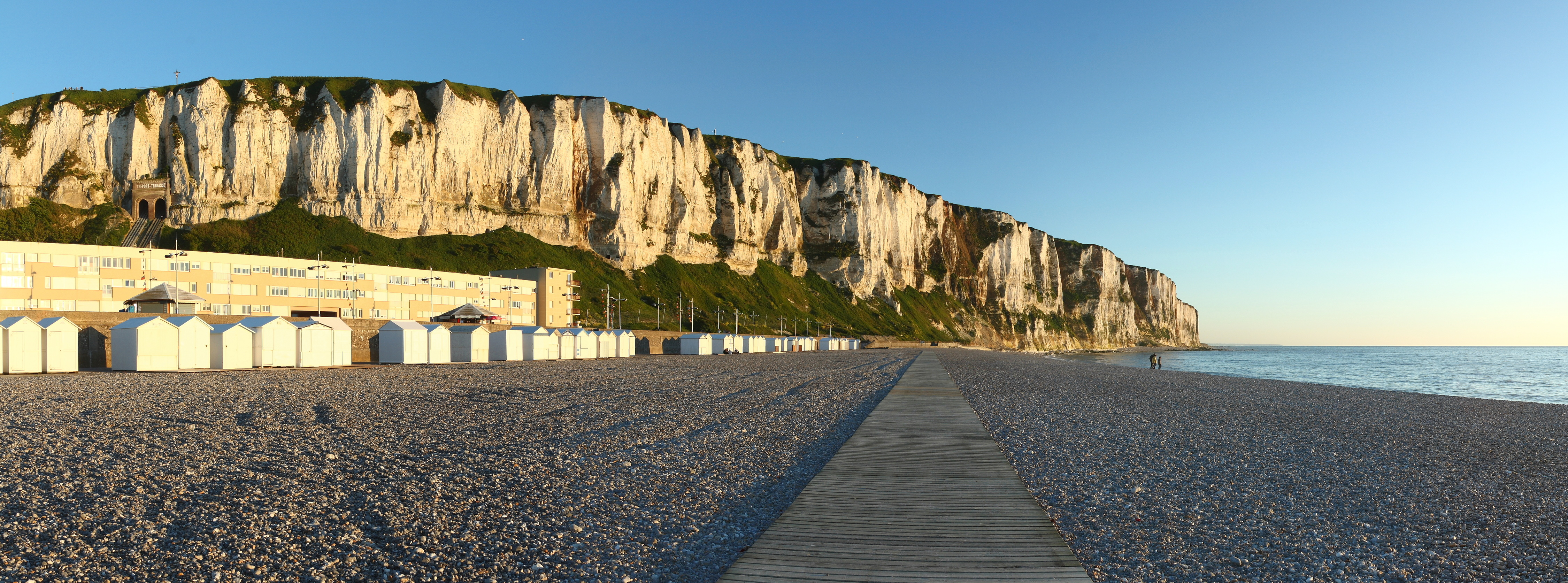
Kiesstrand und Kreidefelswand

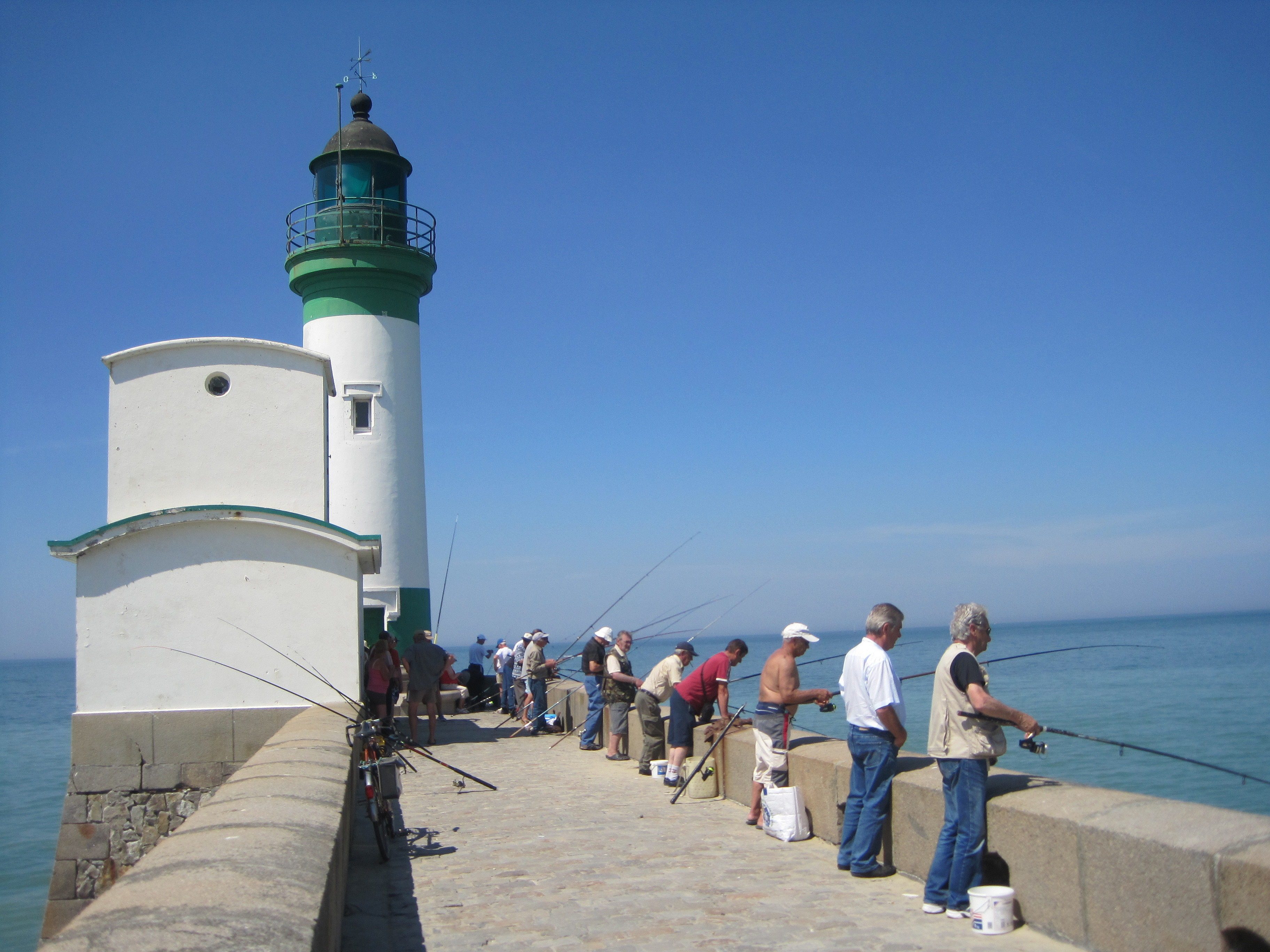
Mole mit Leuchtturm

- Die höchste Kreidefelswand Europas, bis zu 110 Meter hoch
- Die Kirche Saint-Jacques, deren Ursprünge ins 14. Jahrhundert zurückgehen, Monument historique seit 1840
- Der Leuchtturm aus dem Jahr 1844
- Die beiden Schrägaufzüge auf der Trasse der ehemaligen Standseilbahn
- Die Kahl-Burg, ein während der deutschen Besatzung in die Felsen getriebenes Stollensystem

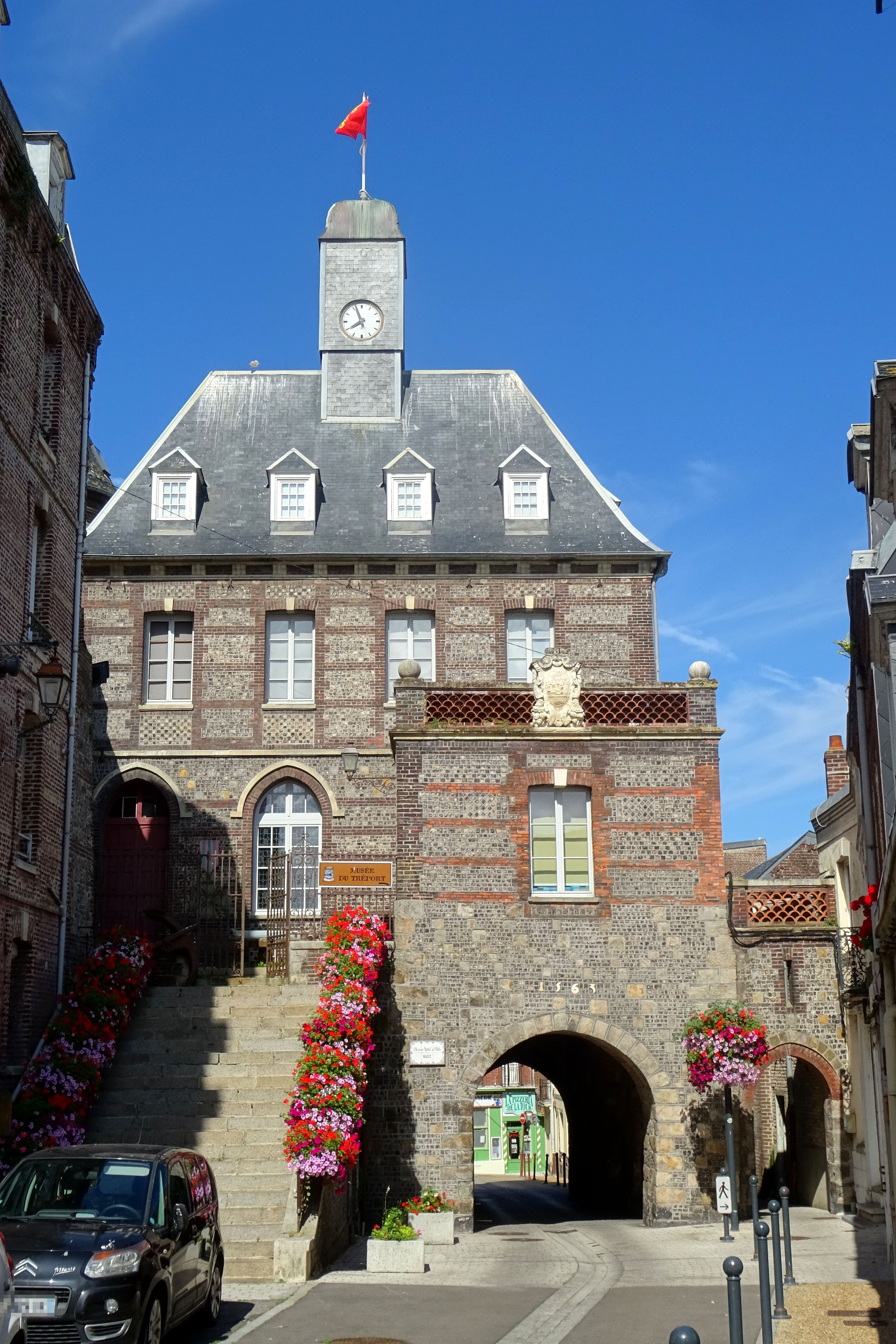
Altes Rathaus
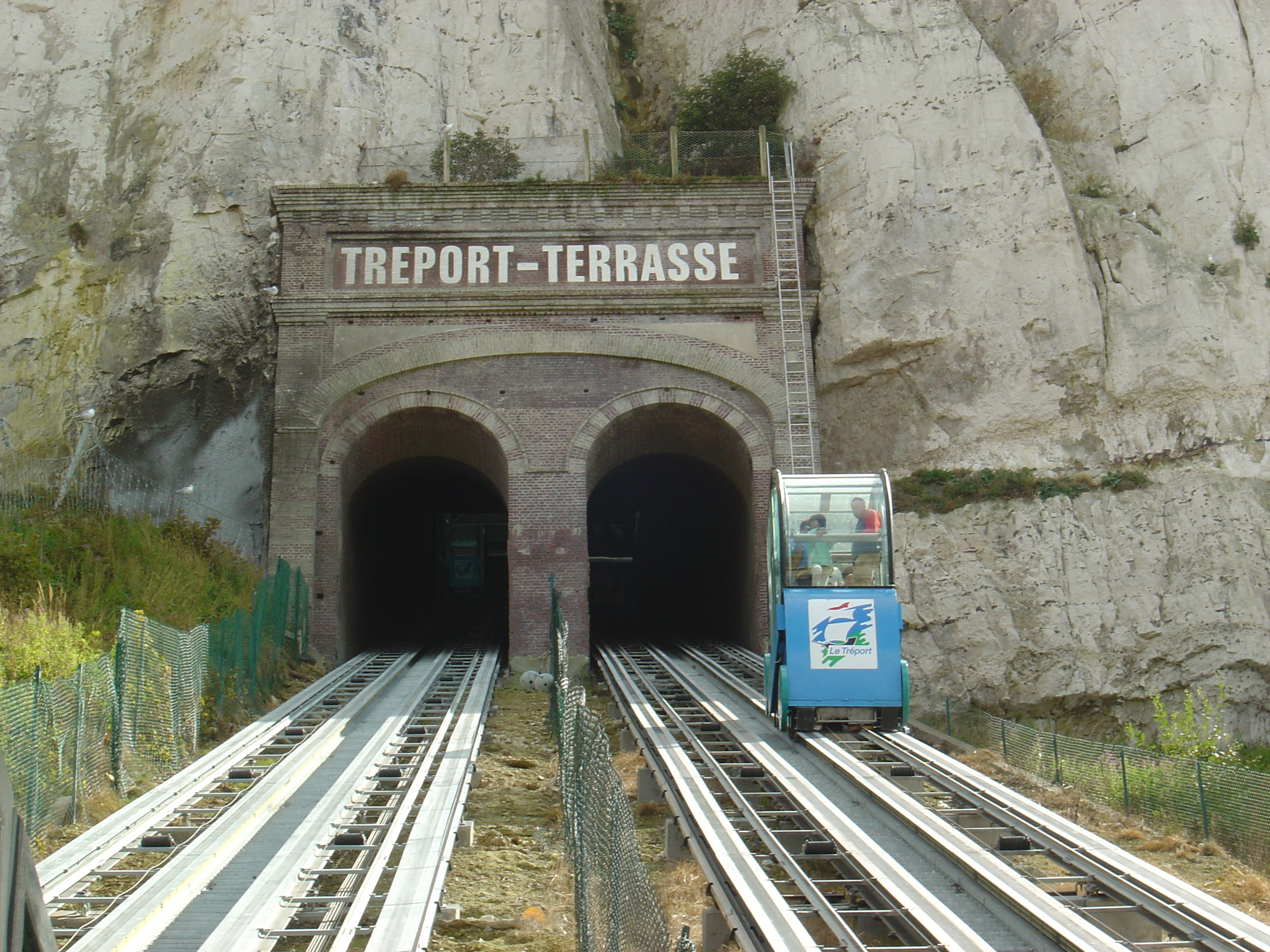
Schrägaufzug

## Persönlichkeiten
- Paul Paray (1886–1979), Dirigent und Komponist